# Rejon dorohobuski
Rejon dorohobuski (ros. Дорогобужский район) – rejon w Rosji, w obwodzie smoleńskim ze stolicą w Dorogobużu (Dorohobużu).

## Geografia
Rejon dorohobuski graniczy z rejonami glinkowskim, jarcewskim, jelnieńskim, kardymowskim, safonowskim, ugrański i wiaziemskim.

## Historia
W l. 1708–1927 istniał ujezd (powiat) dorohobuski (Дорогобужский уезд) w składzie guberni smoleńskiej (1708–1713), guberni ryskiej (1713–1726),  ponownie guberni smoleńskiej (1726–1775), namiestnictwa smoleńskiego (1775–1796) i ponownie, ostatecznie, guberni smoleńskiej (1796–1927).
Rejon dorohobuski  został utworzony 1 października 1929 w składzie obwodu zachodniego RFSRR. 27 września 1937 wszedł w skład obwodu smoleńskiego wraz z wydzieleniem tego obwodu ze zlikwidowanego odwodu zachodniego. W latach 1963–1965 rejon dorohobuski został przejściowo zniesiony.

## Podział administracyjny

### Osiedla miejskie
- Dorogobuż – miasto, stolica rejonu
- Wierchniednieprowskij – osiedle typu miejskiego

### Osiedla wiejskie
Do 25 maja 2017 funkcjonowały następujące osiedla wiejskie (сельское поселение – odpowiednik sielsowietów):
| Nazwa osiedla wiejskiego                            | Ośrodki administracyjne                 |
| --------------------------------------------------- | --------------------------------------- |
| Aleksinskoje (Алексинское сельское поселение)       | Aleksino (Алексино)                     |
| Bałakiriewskoje (Балакиревское сельское поселение)  | Bykowo (Быково)                         |
| Frunzenskoje (Фрунзенское сельское поселение)       | Sadowaja (Садовая)                      |
| Kniaszczinskoje (Княщинское сельское поселение)     | Kniaszczina (Княщина)                   |
| Kuzinskoje (Кузинское сельское поселение)           | Kuzino (Кузино)                         |
| Michajłowskoje (Михайловское сельское поселение)    | Nowo-Michajłowskoje (Ново-Михайловское) |
| Ozieriszczenskoje (Озерищенское сельское поселение) | Ozieriszcze (Озерище)                   |
| Polibinskoje (Полибинское сельское поселение)       | Polibino (Полибино)                     |
| Słojkowskoje (Слойковское сельское поселение)       | Słojkowo (Слойково)                     |
| Uswiatskoje (Усвятское сельское поселение)          | Uswiat´je (Усвятье)                     |
| Uszakowskoje (Ушаковское сельское поселение)        | Uszakowo (Ушаково)                      |
| Wasinskoje (Васинское сельское поселение)           | Wasino (Васино)                         |

25 maja 2017 władze obwodu smoleńskiego zlikwidowały następujące osiedla wiejskie:
- Kniaszczinskoje, Uszakowskoje – włączone do Aleksinskojego, z centrum we wsi Aleksino;
- Frunzenskoje, Polibinskoje, Wasinskoje – włączone do Michajłowskojego, z centrum we wsi Nowo-Michajłowskoje;
- Bałakiriewskoje, Kuzinskoje, Słojkowskoje, Ozieriszczenskoje – włączone do Uswiatskojego, z centrum we wsi Słojkowo[2].

## Ekonomia i transport
Podstawą gospodarki jest rolnictwo: hodowla bydła mlecznego i mięsnego oraz uprawa zbóż, ziemniaków, lnu i warzyw.
Przez rejon przebiegają następujące drogi regionalne: 
- R137: Safonowo (połączenie z M1) – Dorogobuż – Jelnia – Rosław;
- R134: biegnąca częściowo starą drogą smoleńską: Smoleńsk – Kardymowo – Dorogobuż – Wiaźma – Syczowka, następnie skręcająca na północ w stronę Zubcowa.

## Zabytki
Poza zabytkami Dorogobuża w rejonia wyróżniają się monaster Trójcy Świętej w Bołdinie oraz XVIII -wieczna siedziba rodu Barysznikowów w Aleksinie.

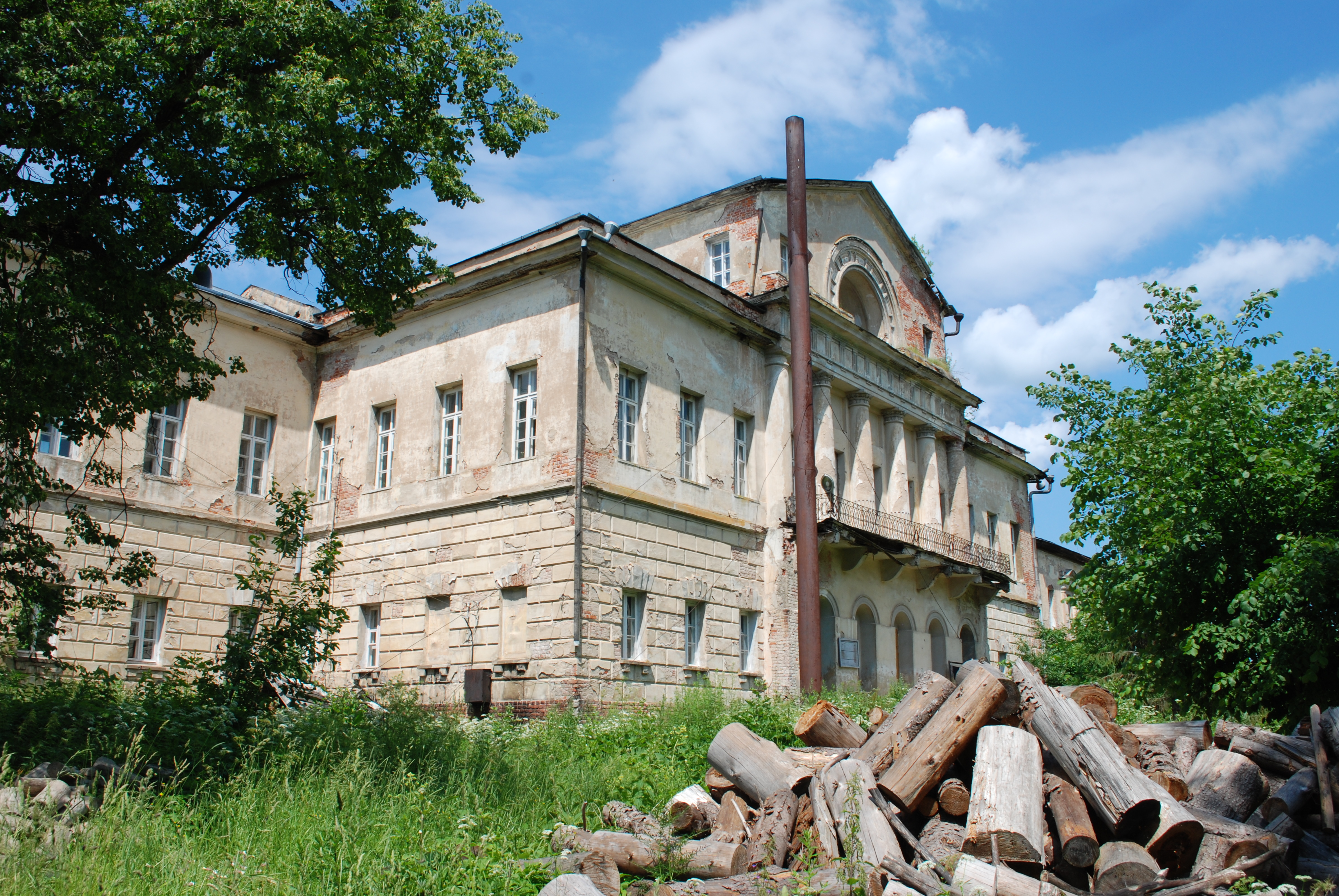
XVIII -wieczna siedziba rodu Barysznikowów w Aleksinie
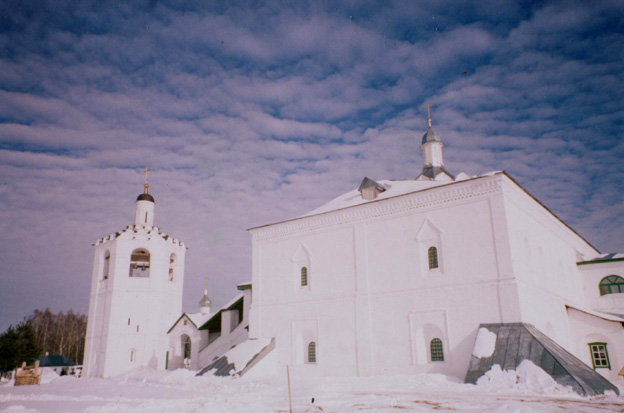
Monaster Trójcy Świętej w Bołdinie
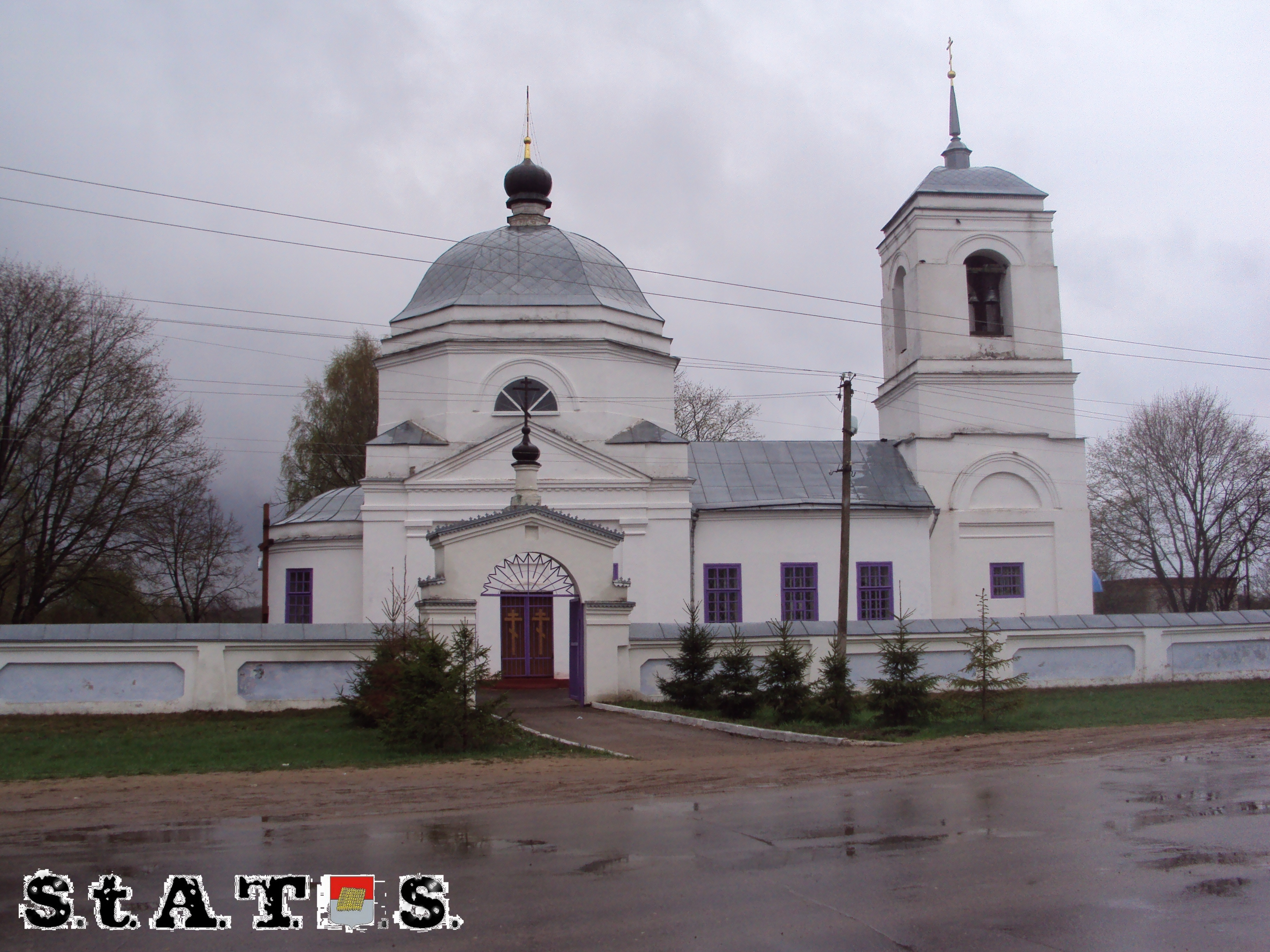
Cerkiew Świętych Apostołów Piotra i Pawła w Dorogobużu z 1835
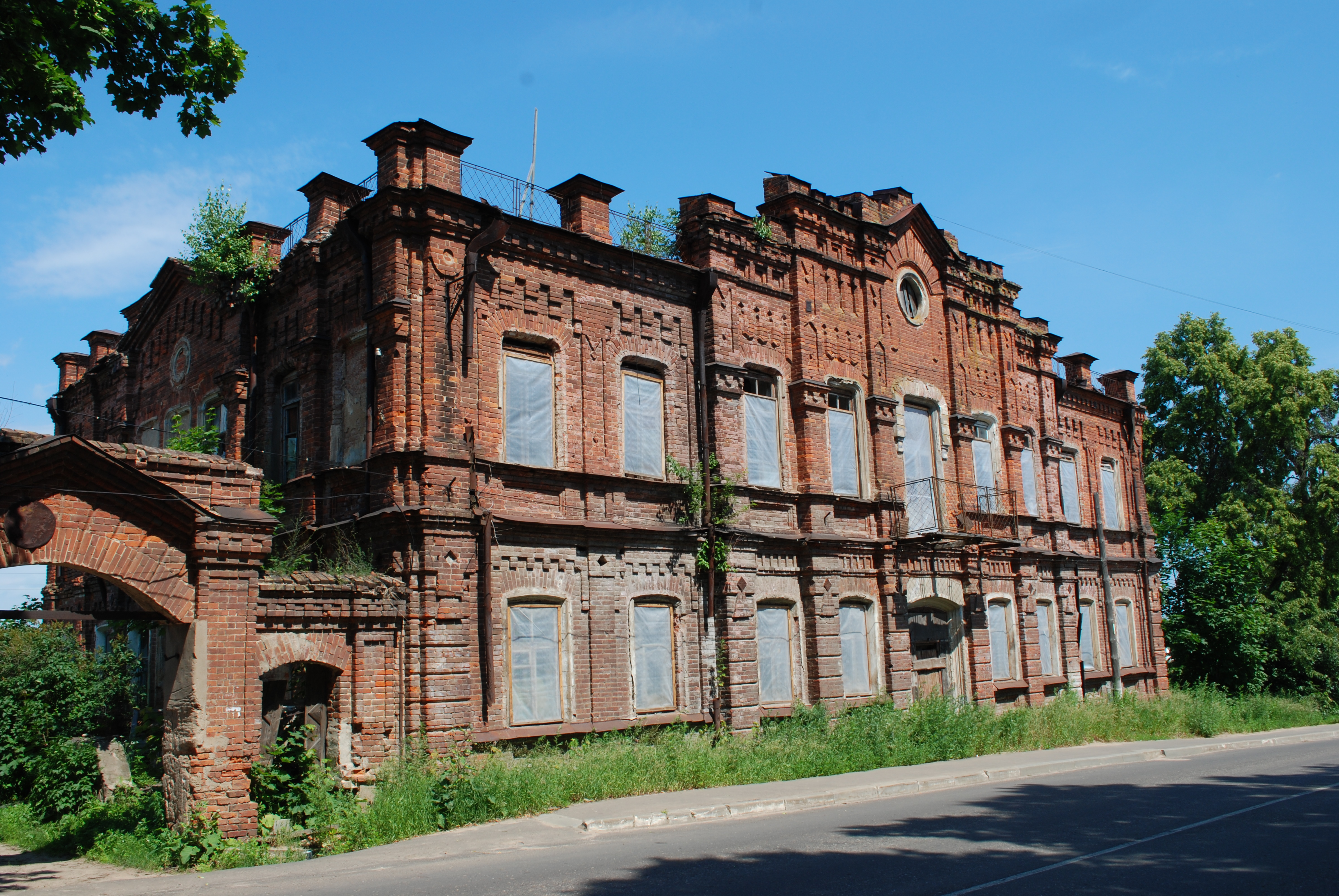
Dom kupców Swiesznikowów w Dorogobużu z końca XIX w.
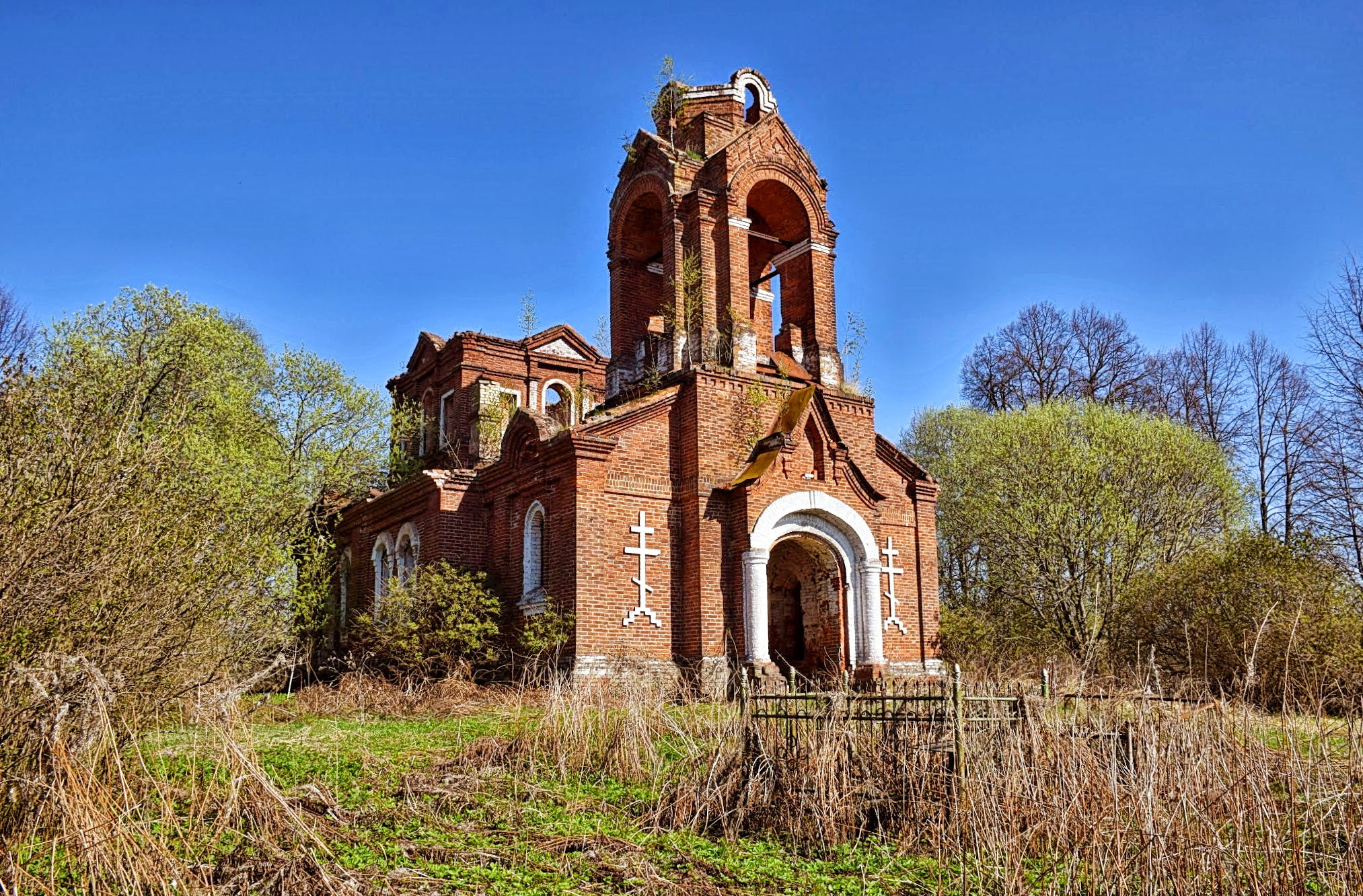
Ruiny cerkwi Matki Bożej w Rektach z 1898 r.